# 제42회 미국 감독 조합상
제42회 미국 감독 조합상은 1989년 뛰어난 활동을 보인 영화 감독을 기리기 위해 1990년 3월에 열린 시상식이다. 뉴욕, Beverly Hilton Hotel에서 개최되었다.

## 수상 및 후보

### 감독상(영화부문)
- 7월 4일생 - 올리버 스톤 수상

### 감독상(다큐멘터리부문)
- Peter Rosen 수상

### 감독상(광고부문)
- James Gartner 수상

### 공로상
- 잉그마르 베르히만 수상

### 명예상
- Barry Diller 수상
- Sid Sheinberg 수상
- 엘리어트 실버스타인 수상

### 로버트 B. 알드리치 상
- 조지 쉐이퍼 수상

### 프랑크 카프라 상
- Stanley Ackerman 수상

### 프레스톤 스터지스 상
- 리처드 브룩스 수상